# سفرهای دور و دراز هامی و کامی در وطن
سفرهای دور و دراز هامی و کامی در وطن نام مجموعه داستانی بود که توسط نادر ابراهیمی در سالهای ۱۳۵۶ و ۱۳۵۷ نوشته شد.

## خلاصه
استاد مهروند با همکاری دوستانش که می‌کوشند برنامه‌ای به نام طرح تربیتی و آموزشی برای کودکان ۱۱ تا ۱۳ ساله اجرا کنند. برای این طرح دو نوجوان به نام‌های هامی (همایون) و کامی (کامبیز) برمی‌گزینند. پس از پایان مرحله آموزش مهارت‌ها، و اطمینان از دریافت نسبی چگونگی طرح از سوی هامی و کامی، همهٔ وسیله‌ها و ابزاری که برای یک زندگی مستقل لازم است، در دسترس آن دو گذاشته می‌شود. (حتی ماشین) دو نوجوان با دلهره و شور بسیار از خانواده‌ها و دوستان خود خداحافظی می‌کنند و سفر دور و دراز خود را به اقصا نقاط ایران آغاز می‌کنند. در این سفرها، پژوهشگران بدون اینکه بچه‌ها بداننداز دور مواظب بچه‌ها هستند. بچه‌ها آزادند هر کاری دوست دارند انجام بدهند، به هرجا می‌خواهند بروند و هر باوری که دارند به زبان بیاورند و انجام بدهند.

## عنوان قسمت‌ها
این مجموعه به صورت مجله در سالهای 2536 و 2537 در 16 قسمت توسط انتشارات سروش منتشر شد عنوان قسمتها به قرار زیر است:
1- مهمانی فراموش نشدنی
2- در جستجوی دو بچه کاملا معمولی
3- شما بچه‌ها را مجبور می‌کنید که یاد بگیرند
4- چه کنیم؟ کجا برویم؟
5-روزهای بد، شبهای بد
6- ما باید زندگی کردن را یاد بگیریم 
7- هیچ‌وقت احوال مُرغی را که به همسایه‌ات بخشیده‌ای ازش نپُرس! 
8- راه بچه‌ها را نبند از دور مراقبشان باش
9-10- اگر پوششی نباشد، چه به روز بچه‌ها می‌آید؟
11-12- آیا هامی و کامی همسفر تازه‌ای پیدا می‌کنند؟
13-14- یک ماجرای خوب و غم‌انگیز
15-16- شبی که هرگز از یاد بچه‌ها نخواهد رفت

## فیلم
مجموعه فیلمی هم، به همین نام درسالهای ۱۳۵۶ و ۱۳۵۷ توسط نادر ابراهیمی ساخته شد.

### ترانه فیلم
محمد نوری برای این سریال ترانه‌ای خوانده که شعر آن‌را نادر ابراهیمی گفته‌است. ترانه با این عبارات آغاز می‌شود:
- ما برای پرسیدن نام گلی آشنا/چه سفرها کرده‌ایم
- ما برای بوییدن شاخه گل نسترن/چه خطرها کرده‌ایم
- ما برای آنکه ایران گوهری تابان شود/خون دل‌ها خورده‌ایم…[۲]